# Bocsig

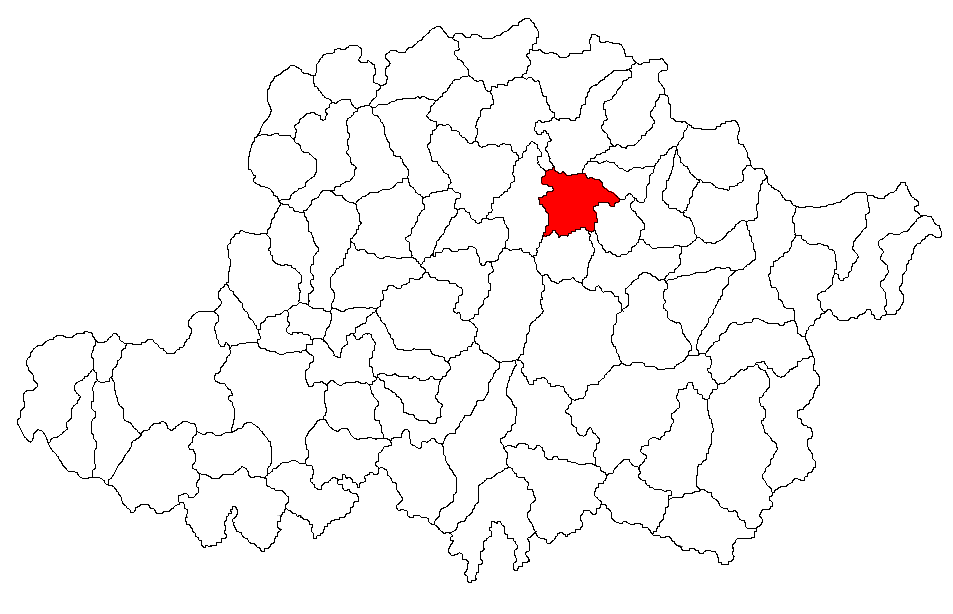
Lage der Gemeinde Bocsig im Kreis Arad

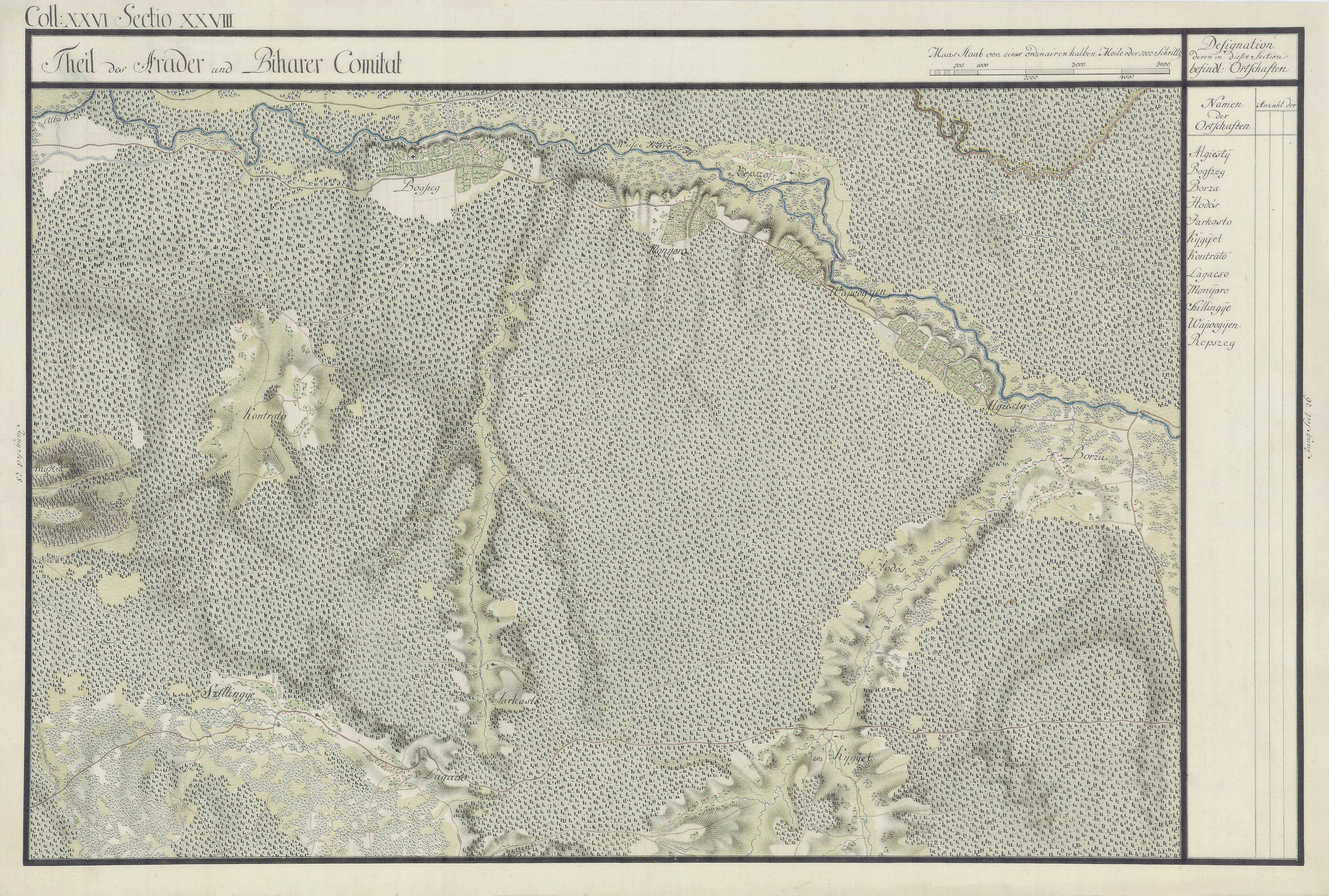
Bocsig (Bokszeg) auf der Josephinischen Landaufnahme von 1782–1785

Bocsig (bis 1925 Caragheorghevici, ungarisch Bokszeg) ist eine Gemeinde im Kreis Arad, im Kreischgebiet, im Westen Rumäniens. Zu der Gemeinde Bocsig gehören auch die Dörfer Mânerău und Răpsig.

## Geografische Lage
Bocsig liegt im Kreischtal, im Norden des Kreises Arad, in 61 km Entfernung von der Kreishauptstadt Arad und neun Kilometer von der nächstgelegenen Stadt Ineu.

## Nachbarorte
| Gurba  | Vasile Goldiș                               | Beliu  |
| Ineu   | Kompassrose, die auf Nachbargemeinden zeigt | Răpsig |
| Mocrea | Luguzău                                     | Bârza  |

## Geschichte
Die erste urkundliche Erwähnung stammt aus dem Jahr 1553.
Im Laufe der Jahrhunderte traten verschiedene Schreibweisen des Ortsnamens in Erscheinung: 1553 Bakolzegh, 1808 Bogszeg, Bakszeg, Bakszék, 1828 Bakonyszeg, 1839 Bokszeg, 1851 Bokszeg, 1858, 1863 Bokszeg, 1877 Bokszin, Bokszeg, 1882 Bokszeg, Bokszig, Bokszin, Bcsig, 1893 Bokszeg, 1909 Bocsigg, Bokszeg, 1913 Bokszeg, 1921 Bocig, Bokszeg, 1925 Caragheorghevici, 1932 Bocsig.
Der Ortsname ist auf den Grundbesitzer Boc Beke zurückzuführen und setzt sich aus dem Namen Boc und dem ungarischen Szeg zusammen, was so viel wie Bocs Residenz bedeutet.
1387 wurde Stefan Loszoncy, ein Nachfahre von Boc Beke, Besitzer der Domäne um Ineu, Pâncota, Dezna, und Bocsig.
1566 gelangte das Gebiet unter Türkenherrschaft, bis es nach dem Frieden von Karlowitz (1699) unter österreichische Herrschaft kam.
1732 erfolgte eine Schenkung der gesamten Domäne um Șiria, Ineu, Dezna und Hălmagiu an Herzog Rainald von Modena durch Kaiser Karl VI. 1864 wurde das Gut Bocsig an Prinzessin Persida Karađorđević, die Gattin des serbischen Fürsten Aleksandar Karađorđević verkauft. Sein ältester Sohn Arsa verlor das Gut bei einem Kartenspiel an den französischen Marquis de Lessevolle, der 1881 an Baron Eles Armin verkaufte.
Das Kastell Karađorđević, das sich im Zentrum von Bocsig befindet und heute die Schule beherbergt, wurde 1860 von Aleksandar Karađorđević erbaut, der hier im Exil lebte.
Infolge des Österreichisch-Ungarischen Ausgleichs (1867) wurde das Arader Land, wie das gesamte Banat und Siebenbürgen, dem Königreich Ungarn innerhalb der Doppelmonarchie Österreich-Ungarn angegliedert.
Der Vertrag von Trianon am 4. Juni 1920 hatte die Grenzregulierung zur Folge, wodurch Bocsig an das Königreich Rumänien fiel.

## Bevölkerungsentwicklung
| 1880 | 3439 | 3171 | 130 | 18 | 120           |
| 1910 | 4991 | 4424 | 439 | 58 | 70            |
| 1930 | 5014 | 4576 | 181 | 42 | 215           |
| 1977 | 4517 | 4169 | 141 | 21 | 186           |
| 1992 | 3886 | 3613 | 118 | 6  | 149           |
| 2002 | 3553 | 3210 | 95  | 5  | 243           |
| 2021 | 3068 | 2801 | 9   | 2  | 256 (66 Roma) |

## Persönlichkeiten
- Nicolae Robu (* 1955), Politiker